# Hadži I. Geraj
Hadži I. Geraj  ali  Melek Hadži Geraj  (krimsko tatarsko بیر-حاجى كراى‎, Bır Hacı Geray,   ملک خاجى كراى, Melek Hacı Geray, turško I. Hacı Giray, rusko Хаджи I Герай, Hadži I Geraj,  ukrajinsko Хаджі I Ґерай, Hadži I Geraj) je bil ustanovitelj in prvi vladar Krimskega kanata, * 1397, † 1466.
Izročilo pravi, da je bil enajsta generacija potomcev Tugrila, kana Keraitov, katerega nasledniki  so se medsebojno poročali z Džingiskanovimi potomci in  nasledniki. 
Na prestol je prišel po dolgih borbah za neodvisnost Krimskega kanata s kani Zlate horde, v katerih ga je podpirala Velika litovska kneževina. Nekateri viri trdijo, da je prišel na oblast  leta 1428 ali 1434, vendar je prve kovance s svojim imenom začel kovati šele leta 1441.
Hadži I. Geraj je ustanovil dinastijo krimskih kanov in uvedel nov državni simbol taraq tamğa ali gerajski trizob, ki je izhajal iz insignij Zlate horde. Za svojo prestolnico je izbral vas Salaçıq v okolici sodobnega Bahčisaraja in trdnjave Čefut Kale. Sodobni evropski vir The Chronicle of Dlugosz ga opisuje kot izjemno osebnost in popolnega vladarja. 
Nekateri viri omenjajo da je bil med uporom njegovega sina Hajderja leta 1456 začasno odstavljen, vendar je še isto leto ponovno prišel na oblast.
Pokopan je grobnici (turbe) v Salačiku v Bahčisaraju. 